# مونستر هنتر فريدم 2
منستر هنتر فريدم 2 (حرفيا بالعربية: صائد الوحوش حرية 2) (بالإنجليزية: Monster Hunter Freedom 2)‏ (باليابانية: モンスターハンターポータブル) هي لعبة فيديو على بلاي ستيشن بورتبل، وجزء من سلسلة منستر هنتر فريدم (Monster Hunter Freedom)، وهي تعتمد بشكل كبير على سابقتها من نفس السلسلة منستر هنتر 2 (Monster Hunter 2) على بلاي ستيشن 2، التي لم تصدر خارج اليابان. منستر هنتر فريدم 2 لا تمثل نسخة محدثة للعبة منستر هنتر 2، وإنما هي إعادة تحديث لسلسلة منستر هنتر فريدم. تم إضافة ميزات جديدة، بينما تم إزالة أخرى لجعل اللعبة مناسبة لصدورها على جهاز محمول.

## طريقة اللعب
تعتبر لعبة منستر هنتر فريدم 2 وغيرها من ألعاب السلسلة ضمن ألعاب أكشن تقمص الأدوار (Action-RPG)، وفي ما يلي تفصيل لأهم مكونات اللعبة

### المهمات
المهمة هي عبارة عن بعثة لصياد أو لمجموعة صيادين إلى موقع نائي معين لتحقيق هدف معين، وغالبا ما يكون الهدف قتل أو أسر وحش أو وحشين من فئة الوحوش الكبرى (أو ما يعرف عند اللاعبين "Boss"). من جهة أخرى، تقتصر مهمات المراحل الأولى من اللعبة على طلب جمع بعض المواد أو قتل كائنات صغيرة.

#### شروط النجاح
يبدأ الصياد المهمة في المخيم، وهو مكان آمن به خيمة للنوم حتى يسترجع الصياد نقاط حياته التي قد يخسرها لاحقا، وصندوقان:
- صندوق التزويد الذي يحتوي على عناصر مقدمة من النقابة ومتوفرة من بداية المهمة. في نهاية المهمة، يتم إرجاع كل هذه العناصر آليا إلى صندوق التوريد؛
- صندوق التسليم، حيث يجب على اللاعب توصيل العناصر المطلوبة في مهمات التجميع لإتمامها، كنقل بيض وحش ما مثلا.

عند تحقيق هدف المهمة، تنتهي تلقائيا معلنة النجاح، وتتم حينها مكافأة الصيادين بمبلغ المال المتفق عليه مسبقا وبعض العناصر الصالحة لصنع أسلحة أو دروع، أو صنع أدوات أو مستحضرات، أو للتبادل مقابل خدمة، أو للبيع.
تعتبر المهمة فاشلة إذا انتهى الوقت المتاح قبل تحقيق الهدف، أو إذا تم إهدار كل المكافئة المالية أثناء المهمة، مع العلم أن عند خسارة الصياد لكل نقاط حياته، يطرح من المكافئة المالية ثلث مبلغها، ثم يعاد إلى المخيم مادام مبلغ المكافئة لم يبلغ الصفر.

#### التصنيفات
تنقسم المهمات عمومًا إلى ثلاث مستويات صعوبة:
- المهمات الموجودة عند زعيمة القرية والمعروفة باسم «المهمات المسنة» (Elder quests)؛
- مهمات من أجل الحصول على تصنيف ضعيف (HR3 أو أقل) من نقابة الصيادين؛
- مهمات الصيادين الحاصلين على تصنيف عالي (HR4 أو أكثر) من نقابة الصيادين أيضًا.

هذا إضافة إلى مهمات البحث عن الكنوز، وهي مقدمة من «تراشي» صائد الكنوز (Treshi the Treasure Hunter).
يمكن للصيادين قبول مهمات ذات تصنيف مساوي أو أدنى من تصنيفهم، ولكن لا يمكنهم قبول المهام أو الانضمام إلى المهام التي بدأها لاعبون آخرون ذوو تصنيفات أعلى، ما لم يكن لديهم التصنيف المطلوب على الأقل (مثلا، إذا بدأ لاعب ذو تصنيف HR5 في مهمة ذات تصنيف HR4، فيمكن للصيادين ذوي التصنيفات 4 و 5 و 6 الانضمام له، في حين لا يمكن ذلك لذوي التصنيفات 1 و 2 و 3).
من ناحية أخرى، يمكن للصياد الذهاب في مهمات متاحة بمدرسة التدريب بالقرية، ولا تتطلب هذه المهمات أي مواد أو معدات، حيث يتم توفيرها مسبقا، ولا يمكن إحضار مواد ومعدات غيرها.
أما مهمة البحث عن الكنوز، فتخص بحث وتجميع عناصر نادرة لا يمكن للاعب الاحتفاظ بها، ولكن جمعها يمنح عدد من النقاط يتم إضافتها إلى مجموع النقاط في نهاية المهمة، والتي تتم المكافئة عليها.
تعتبر مهمات زعيمة القرية من المهمات اللعب الفردي، لذلك يتم اعتبارها في بعض الأحيان مهمات ذات المستوى «الأدنى»، حيث يتم إضعاف الوحوش الموجودة في هذه المهمات من حيث نقاط هجومها ونقاط حياتها لتتناسب مع ما يمكن من صياد واحد القيام به، ولكنها لا تقدم سوى المواد الأساسية التي يمكن أن تصنع أسلحة ذات ندرة ضعيفة.
وبالنسبة للمهمات ذات التصنيف الأدنى والمتوفرة في النقابة، فهي تقدم مواد أساسية غير متقدمة أيضا، ولكنها تتيح لما يصل إلى 4 صيادين المشاركة في نفس المهمة، وفي هذه المهمات، يكون للوحوش نقاط هجوم ونقاط حياة أكثر بقليل من نظيراتها الموجودة عند زعيمة القرية.
تُعد المهمات ذات التصنيفات الأعلى المهمات الأصعب في اللعبة، وهي تعادل مهمات رتبة "G" في منستر هنتر فريدم (Monster Hunter Freedom) ومنستر هنتر جاي (Monster Hunter G). إلى جانب الزيادات الكبيرة في نقاط حياتها، تزيد الوحوش بشكل كبير من قوة هجومها، ويمكن أن يتفاجأ الصيادون بحركات هجومية جديدة، مما يجعل المهمة أصعب. لا يمكن العثور على العديد من المواد النادرة إلا في هذا النوع من المهمات. يمكن استخدام هذه المواد النادرة لإنشاء معدات نادرة وقوية، التي من شأنها أن تساعد الصيادين في القضاء على الوحوش بشكل أسهل، ولكن في المقابل، يجد الصياد نفسه في بداية المهمة في مكان عشوائي، ولا يتم تسليم اللوازم المجانية قبل مرور وقت طويل على بداية المهمة.
غالبًا ما توفر المهمات القابلة للتنزيل مواد خاصة يمكنها إنشاء معدات إضافية لا يمكن إنشاؤها بطريقة أخرى.

### آليات القتال

#### الأسلحة
يوجد بمنستر هنتر فريدم 2 فئات الأسلحة السبعة الموجودة بسابقتها منستر هنتر فريدم:
- السيف الضخم (Great Sword)
- السيف والترس (Sword and Shield)
- السيف المزدوج (Dual Sword)
- المطرقة (Hammer)
- الرمح (Lance)
- القوس المسدس الخفيف (Light Bowgun)
- القوس المسدس الثقيل (Heavy Bowgun)

بالإضافة إلى 4 فئات جديدة لسلسلة فريدم:
- السيف الطويل (Long Sword)
- الرمح المسدس (Gunlance)
- مزمار الصيد (Hunting Horn)
- القوس (Bow)[4]

كل فئة من فئات الأسلحة في هذه اللعبة يقدم شعورا خاصا به عند إستعماله، فكل منها مختلف تماما عن غيره. كل فئة تحتوي على حوالي 40 إلى 50 سلاح مختلف تتراوح ندرتها بين 1 و8، حيث الندرة 8 هي الأفضل. تتميز الأسلحة عن بعضها بحدة حافتها أيضا، فكلما كانت الحافة أكثر حدة، كلما زادت قوة الضرب بالسلاح. ولحدة الحافة العديد من المستويات، ويرمز إلى كل مستوى بلون خاص به (المستويات من الأسوأ إلى الأفضل: الأحمر - البرتقالي - الأصفر - الأخضر - الأزرق - الأبيض - الأرجواني).
تعتمد العديد من الأسلحة أيضا على إحدى العناصر الأولية التي تفرزها لتحقيق المزيد من الضرر على بعض الوحوش الحساسة لها أثناء الهجوم، وقد تشكل كذلك ضررا أقل للبعض. وقد تتميز الأسلحة أيضا بقدرة إفراز إحدى العناصر الثانوية. ويمكن لنفس السلاح احتواء العناصر الطبيعية والثانوية في الوقت ذاته.
يمكن صناعة سلاح معين بتقديم عناصر موجودة في الطبيعة أو عناصر تم صناعتها أو عناصر موجودة في أجسام الحيوانات (مثل الجلود والمخالب) وشراءه من محل صناعة الأسلحة بالقرية. ولكل سلاح مستوى ندرة يتراوح بين 1 و10، حيث الندرة 10 هي الأفضل.

#### الدروع
الدرع في هذه اللعبة يتكون من خمسة أجزاء: الخوذة ودرع الجذع ودرعا اليدين ودرعا الساقين، ويمكن للصياد ارتداء كل أجزاء درع أو بعضها، والأفضل عادة، ارتداء خمسة أجزاء من نفس الدرع.
يزيد كل جزء من الدرع في مجموع نقاط الدفاع لدى الصياد، ويمكن أيضا أن يزيد نقاط مقاومة عنصر أولي و/أو نقاط مقاومة عنصر ثانوي و/أو نقاط مهارة. ولكل درع مستوى ندرة يتراوح بين 1 و10، حيث الندرة 10 هي الأفضل.

#### عناصر الهجوم والدفاع
قد تزيد أو تنقص هذه العناصر من حدة هجوم حاملها إذا توفرت، وذلك يعتمد على مدى قدرة الصياد أو الوحش الذي تتم مهاجمته على مقاومة هذا العنصر، فإن كانت المقاومة سلبية، ساهم العنصر في زيادة قوة الهجوم بمدة ضعف المقاومة، وإن كانت إيجابية، يضعف الهجوم بمدى قوتها.
يوجد نوعان من العناصر:
- العناصر الأولية، ويكون تأثيرها مستترا ومؤثرا على نقاط الحياة مباشرة، وهي تشمل النار والماء والثلج والبرق والتنين؛
- العناصر الثانوية، ويكون تأثيرها واضحا في هدفها إذا نجحت في إصابته، وهي تشمل السم والتنويم والشلل.

### القرية
تدور كل أحداث اللعبة خارج أوقات المهمة في قرية بوكي (Pokke) وهي قرية متواجدة على سلسلة جبال ثلجية مهددة بإمكانية هجوم تيغراكس (Tigrex) الوحش الأيقونة للعبة، ولكن ذلك هو لمجرد سرد إطار قصة القرية، فبالنسبة للاعبين، لا يمكن رؤية الوحوش إلا أثناء القيام بمهمة.
تقدم القرية الكثير من الخدمات للصياد، ففيها متجر للأدوات والمستحضرات، ومحل لبيع وصناعة الأسلحة والدروع، ومزرعة لتجميع السمك والحشرات والنباتات والمعادن وغيرها، ومنزل للصياد يحتوي على صندوق به ممتلكاته ومطبخ لتناول الطعام قبل المهمات.

### الوحوش
الوحوش في هذه مجموعة ألعاب منستر هنتر متنوعة، وهي مستوحاة من بعض الحيوانات الحقيقية، لكنها أضخم في أغلب الأحيان، أو مستوحاة من بعض الديناصورات أو التنانين أو المخلوقات الخرافية، وفي بعض الحالات هي خليط من كل ذلك.
تتغير الوحوش بتغير مكان المهمة، وبعضها بحجم صغير (23 وحش) وأغلبه مسالم، والبعض الآخر كبير (48 وحش) وأغلبه عدائي.
عموما، تنقسم الوحوش إلى تسعة أصناف:
- القطط (Felyne)، وفيه 3 أنواع من القطط التي تمشي على ساقين ومن بينها نوع ناطق ويمكن للاعب تربيته؛
- الحشرات (Neopteron)، ومنها الطائرة ومنها الزاحفة؛
- الوحوش العاشبة (Herbivore)، وأغلبها صغيرة ومسالمة؛
- التنانين الطيور (Birds Wyvern)، وفيه الوحوش الشبيهة بالطيور، وبعضها لا أجنحة له فلا يقدر على الطيران؛
- ذوات الأنياب (Primatius)، وفيه الوحوش الشبيهة بالقردة والخنازير؛
- القشريات (Carapaceon)، ويضم نوعين من الوحوش الشبيهة بالسراطانات؛
- التنانين الطائرة (Flying Wyvern)، وكلها وحوش من الحجم الكبير؛
- التنانين السمكية (Piscine Wyvern)، وتضم نوعين من الوحوش، نوع يسبح في مياه البحر والآبار، ونوع يسبح في رمال الصحراء؛
- التنانين العتيقة (Elder Dragon)، ويطلق هذا الاسم على الوحوش النادرة والمجهولة الشكل والطبيعة من أغلب الناس، وبالتالي فهذا الصنف يضم أنواعا عديدة ومختلفة من الوحوش، وتوجد عموما في المهمات الأصعب في مراحل متقدمة من اللعبة. كل الوحوش في هذا الصنف هي من ذوات الحجم الكبير. من بين هذه الوحوش، التنين أكانتور (Akantor) وهو الوحش الذي يتم عرض شارة النهاية إثر القضاء عليه، وأقوى وحش في اللعبة وهو التنين فاتاليس (Fatalis)، وأكبر وحش في اللعبة وهو لاوشان لونغ (Lao-Shan Lung).

### المواقع
تضم اللعبة عشرة مواقع مختلفة للقيام بالمهمات:
- الجبال الثلجية (Snowy Mountains)[7]
- الأدغال (Jungle)[8]
- الصحراء (Desert)[9]
- المستنقع (Swamp)[10]
- البركان (Volcano)[11]
- الحصن (Fortress)[12]
- المدينة (Town)[13]
- البرج (Tower)[14]
- قلعة شريد (Castle Schrade)[15]
- أرض المعركة (Battleground)[16]
- الحلبة الكبرى (Great Arena)[17]

و يحتوي كل موقع (ما عدى موقع أرض المعركة) على مناطق عديدة متصلة، من بينها منطقة المخيم، وهي عموما صغيرة بالمقارنة بباقي المناطق.
عند تواجد اللاعب بمنطقة ما، لا يمكنه معرفة ما يحدث بمنطقة أخرى إلا عبر شاشة لاعب آخر موجود فيها بنفس المهمة أو عبر الخريطة في ظروف معينة. وتقوم أغلب الوحوش الكبيرة بالتنقل بين المناطق إما للهروب، أو الحصول على الأكل، أو الذهاب إلى وكرها للنوم، مما قد يزيد من صعوبة المهمة.

## الاستقبال
في 2008، تم بيع 2.150.000 نسخة من اللعبة على الأقل، وفقًا لكابكوم. وفي كشف لترتيب مبيعات الألعاب للنصف الأول من نفس العام، تم بيع 2.300.505 نسخة من اللعبة في اليابان، وفقًا لفاميتسو. كانت منستر هنتر بورتابل 2 دي جي (Monster Hunter Portable2d G)، التي تعتبر امتدادا للنسخة اليابانية من منستر هنتر فريدم 2، هي اللعبة الأكثر مبيعًا في اليابان في عام 2008، حيث بيعت 2.452.111 نسخة منها في ذلك العام، متفوقة بذلك على أسماء ضخمة أخرى مثل بوكيمون بلاتينم ووي فيت.
كان رد فعل الناقدين مختلطًا، حيث منحت غيم سبوت للعبة 5/10  ومنتحها آي جي إن 8.3/10. ووفقًا للنقاد، تميزت اللعبة بالمرئيات وبمدى القدرة على تخصيص الشخصيات. أما السلبيات، فكانت كثرة اللعب المتكرر ونظام القتال، وهو نقطة الخلاف الشعبي بين محبي وغير محبي اللعبة.